# Баденски род
Баденският род (на немски: Haus Baden) е висша немска благородническа фамилия, произхождаща от рода на Церингите. Още през ранното Средновековие фамилията има графски права и принадлежи към най-важните фамилии в югозападната част на Херцогство Швабия.
Прародител на рода е маркграф Херман I (1052 – 1074), най-големият син на херцог Бертолд фон Церинген (1024 – 1078). Неговият син Херман II пръв се нарича през 1112 г. маркграф фон Баден на името на новия център – замъка Хоенбаден в днешен Баден-Баден.
Като маркграфове на Баден фамилията управлява векове наред своите южно-германски територии. През 1535 г. чрез наследствена подялба от маркграфство Баден се създават маркграфствата Баден-Баден и Баден-Дурлах.
Карл Фридрих обидинява двете маркграфства чрез наследство през 1771 г. и през 1806 г. става първият велик херцог на Велико херцогство Баден.
Максимилиан фон Баден е през 1918 г. канцлер на Германската империя и на 9 ноември обявява абдикацията на кайзер Вилхелм II.
По времето на Ноемврийската революция последният велик херцог на Баден Фридрих II абдикира за себе си и неговите наследници на 22 ноември 1918 г. и води Дом Баден с името маркграф фон Баден.
Предводител на Дом Баден от 1963 г. е Макс маркграф фон Баден.